# Чарльз Клэри
Чарльз Паркер Клэри (Charles Parker Clary ; 24 марта 1873 , Чарлстон, округ Колс, Иллинойс
— 24 марта 1931, Лос-Анджелес, Калифорния, США) — американский актёр театра и кино.
Звезда эпохи немого кино , с 1910 по 1930 год снявшийся более чем в 235 фильмах.

## Биография
Карьеру начал как театральный актёр . Выступал с передвижными театральными труппами, играя на сценах городов США. В 1910 году подписал контракт с компанией Selig Polyscope Company в Лос-Анджелесе.
В течение следующих 20 лет Чарльз Клэри активно снимался в кино, в основном, в главных ролях героев-любовников, юристов, военных и др.
При этом продолжал работать в бродвейских театрах.
Чарльз Клэри был женат на Маргарет Бектель, и у них родился сын. Умер 24 марта 1931 года в своём  доме в Лос-Анджелесе после четырехлетней тяжёлой болезни.

## Избранная фильмография
- 1911: Brown of Harvard
- 1915: The Carpet from Bagdad
- 1916: Женщина Жанна
- 1917: The Innocent Sinner
- 1917: The Honor System
- 1917: A Tale of Two Cities
- 1917: Madame Du Barry
- 1917: The Silent Lie
- 1917: The Conqueror
- 1917: Кровавая роза
- 1919: The Man Hunter
- 1919: The Day She Paid
- 1920: Женщина в комнате 13
- 1920: Наказание
- 1921: The Sea Lion
- 1921: The Hole in the Wall
- 1922: Heroes and Husbands
- 1923: Prodigal Daughters
- 1924: On Time
- 1924: Empty Hands
- 1925: The Golden Bed
- 1925: The Coast of Folly
- 1926: Волжский бурлак
- 1926: The Blind Goddess
- 1926: Beverly of Graustark
- 1926: Mighty Like a Moose
- 1927: Pretty Clothes
- 1928: Власть прессы
- 1929: Sailor’s Holiday
- 1930: Kismet